# Kanton Eygurande
Der Kanton Eygurande war von 1790 bis 2015 ein französischer Wahlkreis im Département Corrèze und in der damaligen Region Limousin. Er umfasste zehn Gemeinden im Arrondissement Ussel; sein Hauptort (frz.: chef-lieu) war Eygurande. Die landesweiten Änderungen in der Zusammensetzung der Kantone brachten im März 2015 seine Auflösung.

## Gemeinden
| Gemeinde              | Einwohner (Stand: 2022) | Code postal | Code Insee |
| --------------------- | ----------------------- | ----------- | ---------- |
| Aix                   | 367                     | 19200       | 19002      |
| Couffy-sur-Sarsonne   | 71                      | 19340       | 19064      |
| Courteix              | 64                      | 19340       | 19065      |
| Eygurande             | 684                     | 19340       | 19080      |
| Feyt                  | 112                     | 19340       | 19083      |
| Lamazière-Haute       | 66                      | 19340       | 19103      |
| Laroche-près-Feyt     | 79                      | 19340       | 19108      |
| Merlines              | 726                     | 19340       | 19134      |
| Monestier-Merlines    | 292                     | 19340       | 19141      |
| Saint-Pardoux-le-Neuf | 81                      | 19200       | 19232      |